# Arena Nord
 For alternative betydninger, se Arena.
Arena Nord, sports- og kulturcenter beliggende i Frederikshavn, indviet i 2005 af Fonden Arena Nord, samler nogle af byens sportslige og kulturelle arrangementer i ét anlæg.
Arenaen kan huse op til 4.000  tilskuere til koncerter, 2.500 tilskuere til sportsbegivenheder og mere end 1.800 siddende konferencedeltagere.
Arenaen var en af værtsbyerne ved VM i kvindehåndbold 2015 og ved EM i kvindehåndbold 2020.. I 2023 er arenaen vært for gruppe G og H til VM i kvindehåndbold 2023 ligeledes spilles President Cup i Arenaen.